# Carrie (2013)
Carrie ist ein US-amerikanischer Horrorfilm aus dem Jahr 2013 und eine Neuverfilmung des gleichnamigen Romans von Stephen King aus dem Jahr 1974. Die Regie führte Kimberly Peirce, das Drehbuch schrieben Roberto Aguirre-Sacasa und Lawrence D. Cohen. Die Hauptrolle der Carrie spielt Chloë Grace Moretz. Der Film kam am 18. Oktober 2013 in die amerikanischen und am 5. Dezember 2013 in die deutschen Kinos.

## Handlung
Margaret White, eine fanatisch-religiöse Frau, bringt zu Hause für sie selbst überraschend ein Mädchen zur Welt. Angewidert von der Sünde, in der sie das Kind empfangen hat, will sie es zunächst mit einer Schere töten, wird aber im letzten Moment durch natürliche Mutterliebe davon abgehalten.
Mit 16 Jahren ist Carrie ein extrem schüchternes Mädchen. Sie wird nicht nur von ihrer Mutter durch teils brutale religiöse Belehrungen unterdrückt, sondern ist auch an der High School Mobbing und Demütigungen ausgesetzt. Als sie eines Tages nach dem Sport unter der Dusche bemerkt, dass ihre Hände voller Blut sind, weiß sie mangels Aufklärung nicht, dass dies lediglich ihre erste Menstruation ist. In hysterischer Angst um ihr Leben schreit sie um Hilfe, doch ihre Mitschülerinnen lachen sie aus und nehmen ein Handy-Video von ihr auf, in dem sie die am Boden liegende Carrie mit Tampons bewerfen und verspotten.
Nach und nach entdeckt Carrie jedoch telekinetische Kräfte an sich und fängt durch diese Fähigkeiten an, sich gegen die täglichen Quälereien in der Schule und vor allem ihre Mutter zur Wehr zu setzen, die ihr ein normales Leben verbietet, um sie vor der vermeintlich sündigen Welt zu schützen.
Einzig ihre Mitschülerin Sue Snell bereut die Aktion mit dem Handy-Video, an der sie sich beteiligt hat. Als Wiedergutmachung und weil sie als Strafe dafür ohnehin nicht daran teilnehmen darf, bittet sie ihren attraktiven und beliebten Freund Tommy Ross, Carrie zum Abschlussball einzuladen, was er nach kurzem Zureden auch tut. Carrie vermutet dahinter zunächst zwar einen weiteren Streich, doch durch die ihr wohlwollende Lehrerin Desjardin ermuntert nimmt sie seine Einladung schließlich. Dazu muss sie sich gegen ihre Mutter durchsetzen, die sie beim Anblick von Carries schönem Outfit nicht gehen lassen will, aber von ihrer Tochter mittels Telekinese in die Abstellkammer verbannt wird. Auf dem Ball zeigt sich Tommy als freundlicher und einfühlsamer Gesellschafter, so dass Carrie trotz ihrer Angst vor Verspottung den Abend zu genießen beginnt.
Chris, das beliebteste Mädchen der Schule, wurde wegen des Handy-Videos ebenfalls vom Ball ausgeschlossen. Im Gegensatz zu Sue, die ihre gemeinsame Strafe als gerecht empfindet, bereitet sie aus Rache mit ihrem Freund Billy einen geschmacklosen Streich für Carrie vor: Sie hängen einen Eimer mit Schweineblut über die Bühne und manipulieren dann bei der Wahl zu Ballkönig und -königin die Wahlzettel, sodass Carrie und Tommy gewinnen. Sue erfährt zwar zufällig davon und eilt auf den Ball, um Carrie und Tommy zu warnen, schafft dies jedoch nicht rechtzeitig. Bei der Zeremonie der Sieger kippen Chris und Billy das Schweineblut über Carrie aus und lassen dazu auf der Großleinwand das Handy-Video laufen. Die meisten Ballbesucher sind zunächst geschockt, beginnen dann jedoch zu lachen.
Es kommt zur Katastrophe, als der leere Eimer auch noch auf die Bühne fällt und Tommy erschlägt. Carrie ist über Tommys Tod und das Gelächter so entsetzt und wütend, dass sie per Telekinese die Türen versperrt, Brände erzeugt und damit ein tödliches Blutbad unter ihren Mitschülern und vor allem Chris’ Freundinnen anrichtet. Dann verhindert sie, dass Chris und Billy mit dem Auto davonfahren, und als diese auf Carrie zufahren, um sie zu töten, bringt sie das Auto zum Stehen. Beim Aufprall kommt Billy um. Chris bleibt im Gurt gefangen und wird von Carrie gewürgt, versucht aber erneut, Carrie zu überfahren, doch Carrie hebt das Auto hoch und lässt es in eine Tankstelle krachen, wo Chris’ Gesicht die Windschutzscheibe durchschlägt und Chris stirbt. Dann geraten Wagen und Tankstelle in Brand.
Nach diesem Blutbad kehrt Carrie verzweifelt nach Hause zurück und möchte sich bei ihrer Mutter ausweinen, doch diese ist nun entschlossen, ihre Tochter, in der sie nur noch eine Ausgeburt der Sünde sieht, zu töten. Als sie ihr bei der Umarmung ein Messer in die Schulter stößt, tötet Carrie ihre Mutter in Notwehr mit fliegenden Messern und Scheren und will danach das Haus zum Einsturz bringen, um sich und ihre Mutter zu begraben. In dem Moment eilt die ebenso verzweifelte Sue herbei und versucht, Carrie aus dem einstürzenden Haus zu retten. Aus Dankbarkeit dafür, dass Sue als Einzige wahre Reue empfunden hat, offenbart Carrie ihr, dass sie mit einem Mädchen schwanger ist, was Sue noch nicht weiß. Dann lässt sie sie aus dem Haus in Sicherheit schweben, bevor es in Trümmern versinkt und Carrie mit ihrer Mutter begräbt.
Vor Gericht sagt Sue aus, dass Carrie zwar übersinnliche Kräfte besessen habe, aber letztlich doch ein ganz normales Mädchen mit Sehnsüchten und Ängsten war und unter dem endlosen Spott ihrer Mitschüler so entsetzlich gelitten haben muss, dass es irgendwann zur Katastrophe kommen musste. Dann besucht sie Carries bereits geschändetes Grab und hinterlegt dort eine weiße Rose. Kurz darauf hört man Carrie schreien, und ihr Grabstein reißt mitten durch.

## Synchronisation
Die deutsche Synchronisation übernahm die Interopa Film GmbH in Berlin. Dialogregie führte Sven Hasper.
| Darsteller           | Rolle            | Synchronsprecher |
| -------------------- | ---------------- | ---------------- |
| Chloë Grace Moretz   | Carrie White     | Luisa Wietzorek  |
| Julianne Moore       | Margaret White   | Petra Barthel    |
| Gabriella Wilde      | Sue Snell        | Jodie Blank      |
| Ansel Elgort         | Tommy Ross       | Raúl Richter     |
| Zoë Belkin           | Tina             | Esra Vural       |
| Portia Doubleday     | Chris Hargensen  | Magdalena Turba  |
| Alex Russell         | Billy Nolan      | Michael Deffert  |
| Demetrius Joyette    | George Dawson    | Ricardo Richter  |
| Max Topplin          | Jackie           | Julius Jellinek  |
| Kyle Mac             | Kenny            | Roland Wolf      |
| Judy Greer           | Ms. Desjardin    | Bianca Krahl     |
| Jefferson Brown      | Mr. Ulmann       | Sven Hasper      |
| Hart Bochner         | Mr. Hargensen    | Peter Flechtner  |
| Barry Shabaka Henley | Principal Morton | Axel Lutter      |

## Alternatives Ende
Im Alternativen Ende, das auf der Blu-ray Disc in Originalsprache erschienen ist, besucht Sue ebenfalls Carries Grab und legt eine Rose auf den Grabstein, der daraufhin unter Carries Schreien auseinanderbricht. In der nächsten Einstellung liegt Sue auf der Entbindungsstation des Krankenhauses, um ihr Kind zur Welt zu bringen. Aber sie merkt, dass etwas bei dieser Geburt nicht normal verläuft, und es zeigen sich einige telekinetische Anzeichen an den Leuchten und an der Anzeige des EKGs. Als sie kurz Luft holt, greift Carries’ blutige Hand aus ihrer Scheide und will Sue etwas antun. Jedoch ist es nur ein Albtraum, aus dem Sue Zuhause schreiend erwacht, da die Geburt ihres Kindes bevorsteht und die Wehen einsetzen, woraufhin Sues Mutter versucht, sie zu beruhigen.

## Hintergrund
Im Mai 2011 gaben MGM und Screen Gems bekannt, an einer Neuverfilmung des King-Romans zu arbeiten. Roberto Aguirre-Sacasa wurde damit beauftragt, ein Drehbuch zu schreiben, das sich näher an der Buchvorlage orientieren sollte als der Film von 1976. Aguirre-Sacasa hatte zuvor bereits Kings The Stand als Comicreihe umgesetzt.
Im März 2012 wurde die Rolle der Carrie Chloë Grace Moretz angeboten, die sie annahm, nachdem sie gehört hatte, dass Kimberley Peirce Regie führen würde. Moretz bezeichnete Carrie als ihre Lieblingsrolle, da sie emotional bislang am herausforderndsten zu spielen war.
Die Dreharbeiten mit einem Budget von ca. 30 Millionen US-Dollar fanden zwischen dem 28. Juni und dem 7. September 2012 unter anderem in den Pinewood Toronto Studios in Ontario statt. Das Einspielergebnis in den US-Kinos beträgt 35 Millionen Dollar. Weltweit spielte Carrie in der Kinoauswertung 85 Millionen Dollar ein.
Durch DVD- und Blu-ray-Verkäufe wurden in den ersten drei Wochen etwa sieben Millionen Dollar eingespielt.

## Kritiken
Der Film stieß auf eine gemischte Resonanz. Auf der Seite Rotten Tomatoes wird der Film, basierend auf 186 ausgewerteten Kritiken, mit 50 % bewertet. Zusammenfassend heißt es:

„It boasts a talented cast, but Kimberly Peirce’s ‘reimagining’ of Brian De Palma’s horror classic finds little new in the Stephen King novel – and feels woefully unnecessary.“

„Der Film hat ein talentiertes Ensemble, aber Kimberly Peirces ,Neuinterpretation‘ von Brian de Palmas Horrorklassiker kann Stephen Kings Roman nicht viel Neues entlocken – und fühlt sich schrecklich unnötig an.“

In vielen Rezensionen wurde der Film zu seinen Ungunsten mit Brian De Palmas Version verglichen. So schreibt zum Beispiel Spiegel Online:

„Kimberly Peirces Film ist genau an diesen Stellen immer noch unheimlich. Aber auch damit kann sie nicht beantworten, was sie mit ihrer Arbeit eigentlich im Sinne hatte. Eine Neuinterpretation? Die wäre grandios gescheitert. Ein Spiel aus Zitaten und Verweisen? Dafür hätte es mehr gebraucht, als De Palmas Duschszene bis in einzelne Einstellungen exakt nachzudrehen. Peirces bislang bekanntester Film war das Transgender-Drama Boys Don’t Cry aus dem Jahre 1999, und man durfte gespannt sein, wie sie einer Geschichte, die auch von weiblicher Selbstermächtigung erzählt, neues Leben einhaucht. Doch davon ist in ihrem neuen Film leider nichts zu sehen.“

Allerdings bekam er im Zusammenhang mit dem modernen, düstereren Stil auch positive Kritik, wie auf Kino.de:

„Boys Don’t Cry-Regisseurin Kimberly Peirce modernisiert Brian De Palmas Horrorklassiker von 1976 mit zeitgemäßen CGI-Effekten. Dabei geht sie respektvoll und vorlagentreu an die Vorlage von Stephen King, kann der Teen-Tragödie aber ihren eigenen Stempel aufdrücken. Hauptdarstellerin Chloe Grace Moretz profiliert sich als Racheengel, und Julianne Moore glänzt in der Rolle der Monster-Mama. In schmutzig-dunklen Farbtönen gefilmt, bietet dieses Remake einer neuen Generation eine ausgeprägt feminine Perspektive.“

## Auszeichnungen
Der Film wurde für zwei Fright Meter Awards (2013) nominiert. Er wurde ebenfalls sowohl mit einem Saturn Award (2014) ausgezeichnet, als auch für einen nominiert. Zusätzlich wurde er für einen People’s Choice Award (2014) und einen Jupiter Award (2014) nominiert.